# Phalaris coerulescens subsp. coerulescens
Phalaris coerulescens subsp. coerulescens é uma subespécie de planta com flor pertencente à família Poaceae.

O seu nome comum é alpista-azulada.

## Portugal
Trata-se de uma subespécie presente no território português, nomeadamente em Portugal Continental, no Arquipélago dos Açores e no Arquipélago da Madeira.
Em termos de naturalidade é nativa de Portugal Continental e do Arquipélago da Madeira e introduzida no Arquipélago dos Açores.

## Protecção
Não se encontra protegida por legislação portuguesa ou da Comunidade Europeia.